# (31575) Nikhilmurthy
1999 FA26 (asteroide 31575) é um asteroide da cintura principal. Possui uma excentricidade de 0.07007200 e uma inclinação de 6.28898º.
Este asteroide foi descoberto no dia 19 de março de 1999 por LINEAR em Socorro.